# Copestylum subcoeruleum
Copestylum subcoeruleum är en tvåvingeart som först beskrevs av Camillo Rondani 1863.  Copestylum subcoeruleum ingår i släktet Copestylum och familjen blomflugor. Inga underarter finns listade i Catalogue of Life.